# Rasswietnaja (obwód homelski)
Rasswietnaja (biał. Рассветная; ros. Рассветная) – wieś na Białorusi, w obwodzie homelskim, w rejonie homelskim, w sielsowiecie Balszawik.